# Littérature sino-américaine

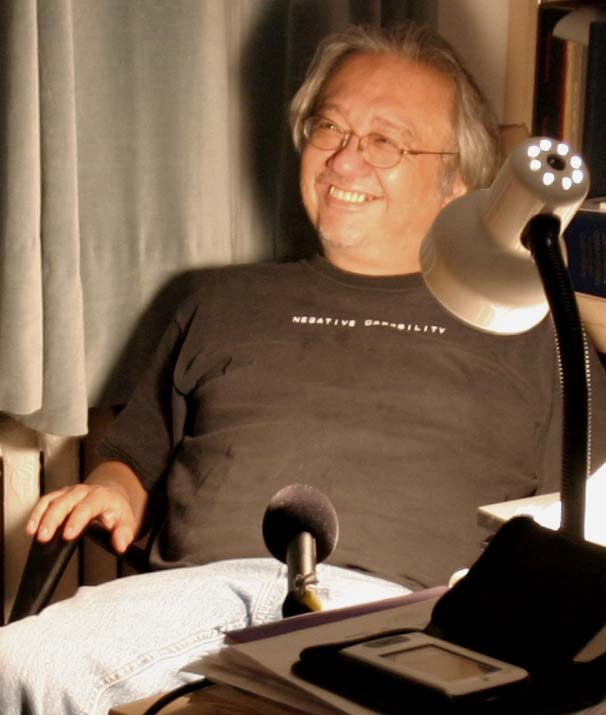
John Yau, photo by Gloria Graham, en 2003

La littérature sino-américaine est l'ensemble du corpus littéraire écrit par des Américains d'origine chinoise. Si celle-ci émerge dès le XIXe siècle, quand arrivent les premiers immigrants chinois aux États-Unis, elle ne prend cependant pleinement son essor qu'au cours du XXe siècle.

## Histoire
En 1961 parait Eat a Bowl of Tea (en), de Louis Chu (en), le « tableau littéraire le plus juste de l'immigration sino-américaine dans sa version masculine et petite-bourgeoise » selon Amy Ling. Sept ans plus tard, en 1968, c'est son « équivalent le plus accompli pour les femmes de la haute bourgeoisie », La Femme traversante, de Chuang Hua, qui est publié pour la première fois dans l'indifférence générale.
Dans les années 1970, plusieurs auteurs sino-américains parviennent à se faire publier par de grandes maisons d'édition. Frank Chin (en), quant à lui, fait jouer ses pièces The Chickencoop Chinaman (en) (1972) et The Year of the Dragon (en) (1974) dans des institutions reconnues.
Paru en 1976 et considéré depuis comme l'un des principaux actes fondateurs de la littérature sino-américaine, La Femme guerrière de Maxine Hong Kingston remporte cette même année le prix du National Book Critics Circle dans la catégorie non-fiction. Le livre suivant de Maxine Hong Kingston, China Men (en), est lui aussi récompensé en 1980, cette fois d'un American Book Award.
En 1989 parait Le Club de la chance, d'Amy Tan.

## Travaux universitaires
Dans les années 1980, il n'existe selon Amy Ling, directrice du programme d'études asio-américaines à l'université du Wisconsin, aucun ouvrage spécifiquement consacré aux auteurs sino-américains. La valeur littéraire des écrits de ces derniers n'est d'ailleurs pas tout à fait établie, leurs romans se trouvant pour certains classés parmi les livres de sociologie ou les livres jeunesse. Ces derniers apparaissent néanmoins dans les anthologies consacrées à la littérature asio-américaine parues à l'époque : Asian-American Authors, de Kai-yu Hsu (1972), Aiiieeeee! (en), de Frank Chin, Jeffery Paul Chan (en), Lawson Fusao Inada (en) et Shawn Wong (en) (1974), Asian American Heritage, de David Hsin-fu Wand (en) (1974) et Asian American Literature, d'Elaine H. Kim (en) (1982). Des travaux consacrés aux littératures minoritaires aux États-Unis tels que Handbook of American Minorities, de Wayne Miller (1976) et Minority Studies: An Annotated Bibliography, de Priscilla Oaks (1976), en mentionnent également quelques-uns.
En 1990 parait Between Worlds: Women Writers of Chinese Ancestry, d'Amy Ling, premier ouvrage à se consacrer exclusivement aux écrivaines sino-américaines.

## Liste d'auteurs sino-américains
- Jeffery Paul Chan (en)
- Diana Chang (en)
- Eileen Chang
- Frank Chin (en)
- Louis Chu (en)
- Chuang Hua
- David Henry Hwang (en)
- Maxine Hong Kingston
- Janet Lim (en)
- Hazel Lin
- Ken Liu
- Mai-mai Sze (en)
- Lin Tai-yi (en)
- Amy Tan
- Kitty Tsui
- Nellie Wong
- Shawn Wong (en)
- Charles Yu (en)

## Œuvres traduites en français

### Romans
- Chuang Hua (trad. de l'anglais par Serge Chauvin, postface Amy Ling), La Femme traversante [« Crossings »], Genève, Éditions Zoé, 2023 (1re éd. 1968), 235 p. (ISBN 978-2-88907-101-2)
- Maxine Hong Kingston (trad. de l'anglais par Andrée R. Picard), La Femme guerrière : Mémoires d'une fillette parmi des fantômes [« The Woman Warrior »], Paris, La croisée, coll. « Littérature étrangère », 2022 (1re éd. 1976), 256 p. (ISBN 978-2-413-07587-5)
- Maxine Hong Kingston (trad. de l'anglais par Marie-France de Paloméra), Les Hommes de Chine [« China Men »], Paris, Rivages, 1986 (1re éd. 1980), 312 p. (ISBN 2-903059-84-5)
- Charles Yu (trad. de l'anglais), Guide de survie pour le voyageur du temps amateur [« How to Live Safely in a Science Fictional Universe »], Bussy-Saint-Martin, Aux Forges de Vulcain, 2016 (1re éd. 2010), 316 p. (ISBN 978-2-373050-1-41)
- Charles Yu (trad. de l'anglais par Aurélie Thiria-Meulemans), Chinatown, intérieur [« Interior Chinatown »], Bussy-Saint-Martin, Aux forges de Vulcain, 2020, 256 p., 14 × 20,5 cm (ISBN 978-2-373050-8-99)

### Nouvelles
- Charles Yu (trad. de l'anglais), Super-héros de troisième division [« Third Class Superhero »], Bussy-Saint-Martin, Aux forges de Vulcain, 2018 (1re éd. 2006), 174 p., 13 × 20 cm (ISBN 978-2-373050-4-17)
- Charles Yu, Pardon, s'il te plaît, merci [« Sorry Please Thank You: Stories »], Bussy-Saint-Martin, Aux forges de Vulcain, 2019 (1re éd. 2012), 240 p., 13 × 20 cm (ISBN 978-2-373050-5-23)